# Bayhasan, Şebinkarahisar
Bayhasan là một xã thuộc huyện Şebinkarahisar, tỉnh Giresun, Thổ Nhĩ Kỳ. Dân số thời điểm năm 2011 là 161 người.